# Eliminatórias do Campeonato Asiático de Futebol Sub-19 de 2016
As Eliminatórias do Campeonato Asiático de Futebol Sub -19 de 2016 foi o evento classificatório para a 39ª edição do Campeonato Asiático de Futebol Sub-19. Elas foram disputadas pelas 43 seleções afiliadas da Confederação Asiática de Futebol (AFC), competindo por 15 vagas.

## Formato
Em cada grupo, as equipes jogam entre si uma vez em um local centralizado. Os dez primeiros colocados dos grupos e os cinco melhores segundos colocados se classificam para o Campeonato Asiático de Futebol Sub-19 de 2016. Caso o anfitrião da edição seja um dos classificados entre os primeiros colocados ou um dos cinco melhores segundo colocados, o sexto melhor segundo colocado também é convocado, totalizando 16 times.

## Grupos

### Grupo A
| Seleção     | P | J | V | E | D | GP | GC | SG |
| ----------- | - | - | - | - | - | -- | -- | -- |
| Sri Lanka   | 0 | 0 | 0 | 0 | 0 | 0  | 0  | 0  |
| Bangladesh  | 0 | 0 | 0 | 0 | 0 | 0  | 0  | 0  |
| Paquistão   | 0 | 0 | 0 | 0 | 0 | 0  | 0  | 0  |
| Butão       | 0 | 0 | 0 | 0 | 0 | 0  | 0  | 0  |
| Uzbequistão | 0 | 0 | 0 | 0 | 0 | 0  | 0  | 0  |

Primeira rodada
| 8 de março | Senegal  | 1–3       | Nigéria                       | Estádio Léopold Sédar Senghor, Dakar |
| 16:30      | Sarr 27' | Relatório | Awoniyi 11' 12' · Ifenayi 44' | Árbitro: MAR Rédouane Jiyed          |

| 8 de março | Congo        | 1–1       | Costa do Marfim | Estádio Léopold Sédar Senghor, Dakar |
| 19:30      | Ganvoula 10' | Relatório | Yakou 73'       | Árbitro: KEN Davies Ogenche Omweno   |

Segunda rodada
| 11 de março | Nigéria                                               | 4–1       | Congo        | Estádio Léopold Sédar Senghor, Dakar |
| 16:30       | Ifeanyi 5' · Musa 36' (pen.) 54' (pen.) · Awoniyi 87' | Relatório | Ganvoula 62' | Árbitro: MLI Mahamadou Keita         |

| 11 de março | Costa do Marfim            | 2–2       | Senegal       | Estádio Léopold Sédar Senghor, Dakar |
| 19:30       | Angban 10' · D'Avila 90+3' | Relatório | Wadji 51' 55' | Árbitro: BWA Joshua Bondo            |

Terceira rodada
| 14 de março | Senegal                                | 4–3       | Congo                                    | Estádio Léopold Sédar Senghor, Dakar |
| 17:00       | Niang 16' · Wadji 38' · Sarr 86' 90+3' | Relatório | Nkounkou 22' · Ganvoula 56' · Bakaki 66' | Árbitro: BDI Thierry Nkurunziza      |

| 14 de março | Nigéria                | 2–2       | Costa do Marfim | Estádio Caroline Faye, M'Buor           |
| 17:00       | Pyagbara 4' · Musa 68' | Relatório | Niangbo 1' 32'  | Árbitro: SDN Mutaz Abdelbasit Khairalla |

### Grupo B
| Seleção       | P | J | V | E | D | GP | GC | SG |
| ------------- | - | - | - | - | - | -- | -- | -- |
| Mali          | 9 | 3 | 3 | 0 | 0 | 4  | 1  | +3 |
| Gana          | 6 | 3 | 2 | 0 | 1 | 4  | 2  | +2 |
| África do Sul | 3 | 3 | 1 | 0 | 2 | 7  | 5  | +2 |
| Zâmbia        | 0 | 3 | 0 | 0 | 3 | 2  | 9  | -7 |

Primeira rodada
| 9 de março | Gana                   | 2–0       | África do Sul | Estádio Caroline Faye, M'Buor    |
| 16:30      | Kassim 8' · Tetteh 45' | Relatório |               | Árbitro: EGY Ibrahim Nour El Din |

| 9 de março | Mali       | 1–0       | Zâmbia | Estádio Caroline Faye, M'Buor   |
| 19:30      | Diallo 68' | Relatório |        | Árbitro: SOM Hagi Yabarow Wiish |

Segunda rodada
| 12 de março | África do Sul | 1–2       | Mali           | Estádio Caroline Faye, M'Buor   |
| 16:30       | Modjeka 72'   | Relatório | Traoré 78' 87' | Árbitro: LBY Mohamed Ragab Omar |

| 12 de março | Zâmbia  | 1–2       | Gana                     | Estádio Caroline Faye, M'Buor |
| 19:30       | Daka 3' | Relatório | Attobrah 26' · Afful 86' | Árbitro: SEN Daouda Gueye     |

Terceira rodada
| 15 de março | Gana | 0–1       | Mali       | Estádio Caroline Faye, M' Buor       |
| 17:00       |      | Relatório | Diarra 18' | Árbitro: CMR Aurélien Juenkou Wandji |

| 15 de março | África do Sul                                   | 6–1       | Zâmbia     | Estádio Léopold Sédar Senghor, Dakar |
| 17:00       | Zuma 22' 72' · Sandows 58' 73' 87' · Zulu 90+3' | Relatório | Seriba 30' | Árbitro: BFA Juste Ephrem Zio        |

### Grupo C
| Seleção         | P | J | V | E | D | GP | GC | SG |
| --------------- | - | - | - | - | - | -- | -- | -- |
| Nigéria         | 7 | 3 | 2 | 1 | 0 | 9  | 4  | +5 |
| Senegal         | 4 | 3 | 1 | 1 | 1 | 7  | 8  | -1 |
| Costa do Marfim | 3 | 3 | 0 | 3 | 0 | 5  | 5  | 0  |
| Congo           | 1 | 3 | 0 | 1 | 2 | 5  | 9  | -4 |

Primeira rodada
| 8 de março | Senegal  | 1–3       | Nigéria                       | Estádio Léopold Sédar Senghor, Dakar |
| 16:30      | Sarr 27' | Relatório | Awoniyi 11' 12' · Ifenayi 44' | Árbitro: MAR Rédouane Jiyed          |

| 8 de março | Congo        | 1–1       | Costa do Marfim | Estádio Léopold Sédar Senghor, Dakar |
| 19:30      | Ganvoula 10' | Relatório | Yakou 73'       | Árbitro: KEN Davies Ogenche Omweno   |

Segunda rodada
| 11 de março | Nigéria                                               | 4–1       | Congo        | Estádio Léopold Sédar Senghor, Dakar |
| 16:30       | Ifeanyi 5' · Musa 36' (pen.) 54' (pen.) · Awoniyi 87' | Relatório | Ganvoula 62' | Árbitro: MLI Mahamadou Keita         |

| 11 de março | Costa do Marfim            | 2–2       | Senegal       | Estádio Léopold Sédar Senghor, Dakar |
| 19:30       | Angban 10' · D'Avila 90+3' | Relatório | Wadji 51' 55' | Árbitro: BWA Joshua Bondo            |

Terceira rodada
| 14 de março | Senegal                                | 4–3       | Congo                                    | Estádio Léopold Sédar Senghor, Dakar |
| 17:00       | Niang 16' · Wadji 38' · Sarr 86' 90+3' | Relatório | Nkounkou 22' · Ganvoula 56' · Bakaki 66' | Árbitro: BDI Thierry Nkurunziza      |

| 14 de março | Nigéria                | 2–2       | Costa do Marfim | Estádio Caroline Faye, M'Buor           |
| 17:00       | Pyagbara 4' · Musa 68' | Relatório | Niangbo 1' 32'  | Árbitro: SDN Mutaz Abdelbasit Khairalla |

#### Grupo D
| Seleção       | P | J | V | E | D | GP | GC | SG |
| ------------- | - | - | - | - | - | -- | -- | -- |
| Mali          | 9 | 3 | 3 | 0 | 0 | 4  | 1  | +3 |
| Gana          | 6 | 3 | 2 | 0 | 1 | 4  | 2  | +2 |
| África do Sul | 3 | 3 | 1 | 0 | 2 | 7  | 5  | +2 |
| Zâmbia        | 0 | 3 | 0 | 0 | 3 | 2  | 9  | -7 |

Primeira rodada
| 9 de março | Gana                   | 2–0       | África do Sul | Estádio Caroline Faye, M'Buor    |
| 16:30      | Kassim 8' · Tetteh 45' | Relatório |               | Árbitro: EGY Ibrahim Nour El Din |

| 9 de março | Mali       | 1–0       | Zâmbia | Estádio Caroline Faye, M'Buor   |
| 19:30      | Diallo 68' | Relatório |        | Árbitro: SOM Hagi Yabarow Wiish |

Segunda rodada
| 12 de março | África do Sul | 1–2       | Mali           | Estádio Caroline Faye, M'Buor   |
| 16:30       | Modjeka 72'   | Relatório | Traoré 78' 87' | Árbitro: LBY Mohamed Ragab Omar |

| 12 de março | Zâmbia  | 1–2       | Gana                     | Estádio Caroline Faye, M'Buor |
| 19:30       | Daka 3' | Relatório | Attobrah 26' · Afful 86' | Árbitro: SEN Daouda Gueye     |

Terceira rodada
| 15 de março | Gana | 0–1       | Mali       | Estádio Caroline Faye, M' Buor       |
| 17:00       |      | Relatório | Diarra 18' | Árbitro: CMR Aurélien Juenkou Wandji |

| 15 de março | África do Sul                                   | 6–1       | Zâmbia     | Estádio Léopold Sédar Senghor, Dakar |
| 17:00       | Zuma 22' 72' · Sandows 58' 73' 87' · Zulu 90+3' | Relatório | Seriba 30' | Árbitro: BFA Juste Ephrem Zio        |

#### Grupo E
| Seleção         | P | J | V | E | D | GP | GC | SG |
| --------------- | - | - | - | - | - | -- | -- | -- |
| Nigéria         | 7 | 3 | 2 | 1 | 0 | 9  | 4  | +5 |
| Senegal         | 4 | 3 | 1 | 1 | 1 | 7  | 8  | -1 |
| Costa do Marfim | 3 | 3 | 0 | 3 | 0 | 5  | 5  | 0  |
| Congo           | 1 | 3 | 0 | 1 | 2 | 5  | 9  | -4 |

Primeira rodada
| 8 de março | Senegal  | 1–3       | Nigéria                       | Estádio Léopold Sédar Senghor, Dakar |
| 16:30      | Sarr 27' | Relatório | Awoniyi 11' 12' · Ifenayi 44' | Árbitro: MAR Rédouane Jiyed          |

| 8 de março | Congo        | 1–1       | Costa do Marfim | Estádio Léopold Sédar Senghor, Dakar |
| 19:30      | Ganvoula 10' | Relatório | Yakou 73'       | Árbitro: KEN Davies Ogenche Omweno   |

Segunda rodada
| 11 de março | Nigéria                                               | 4–1       | Congo        | Estádio Léopold Sédar Senghor, Dakar |
| 16:30       | Ifeanyi 5' · Musa 36' (pen.) 54' (pen.) · Awoniyi 87' | Relatório | Ganvoula 62' | Árbitro: MLI Mahamadou Keita         |

| 11 de março | Costa do Marfim            | 2–2       | Senegal       | Estádio Léopold Sédar Senghor, Dakar |
| 19:30       | Angban 10' · D'Avila 90+3' | Relatório | Wadji 51' 55' | Árbitro: BWA Joshua Bondo            |

Terceira rodada
| 14 de março | Senegal                                | 4–3       | Congo                                    | Estádio Léopold Sédar Senghor, Dakar |
| 17:00       | Niang 16' · Wadji 38' · Sarr 86' 90+3' | Relatório | Nkounkou 22' · Ganvoula 56' · Bakaki 66' | Árbitro: BDI Thierry Nkurunziza      |

| 14 de março | Nigéria                | 2–2       | Costa do Marfim | Estádio Caroline Faye, M'Buor           |
| 17:00       | Pyagbara 4' · Musa 68' | Relatório | Niangbo 1' 32'  | Árbitro: SDN Mutaz Abdelbasit Khairalla |

#### Grupo F
| Seleção       | P | J | V | E | D | GP | GC | SG |
| ------------- | - | - | - | - | - | -- | -- | -- |
| Mali          | 9 | 3 | 3 | 0 | 0 | 4  | 1  | +3 |
| Gana          | 6 | 3 | 2 | 0 | 1 | 4  | 2  | +2 |
| África do Sul | 3 | 3 | 1 | 0 | 2 | 7  | 5  | +2 |
| Zâmbia        | 0 | 3 | 0 | 0 | 3 | 2  | 9  | -7 |

Primeira rodada
| 9 de março | Gana                   | 2–0       | África do Sul | Estádio Caroline Faye, M'Buor    |
| 16:30      | Kassim 8' · Tetteh 45' | Relatório |               | Árbitro: EGY Ibrahim Nour El Din |

| 9 de março | Mali       | 1–0       | Zâmbia | Estádio Caroline Faye, M'Buor   |
| 19:30      | Diallo 68' | Relatório |        | Árbitro: SOM Hagi Yabarow Wiish |

Segunda rodada
| 12 de março | África do Sul | 1–2       | Mali           | Estádio Caroline Faye, M'Buor   |
| 16:30       | Modjeka 72'   | Relatório | Traoré 78' 87' | Árbitro: LBY Mohamed Ragab Omar |

| 12 de março | Zâmbia  | 1–2       | Gana                     | Estádio Caroline Faye, M'Buor |
| 19:30       | Daka 3' | Relatório | Attobrah 26' · Afful 86' | Árbitro: SEN Daouda Gueye     |

Terceira rodada
| 15 de março | Gana | 0–1       | Mali       | Estádio Caroline Faye, M' Buor       |
| 17:00       |      | Relatório | Diarra 18' | Árbitro: CMR Aurélien Juenkou Wandji |

| 15 de março | África do Sul                                   | 6–1       | Zâmbia     | Estádio Léopold Sédar Senghor, Dakar |
| 17:00       | Zuma 22' 72' · Sandows 58' 73' 87' · Zulu 90+3' | Relatório | Seriba 30' | Árbitro: BFA Juste Ephrem Zio        |

#### Grupo G
| Seleção         | P | J | V | E | D | GP | GC | SG |
| --------------- | - | - | - | - | - | -- | -- | -- |
| Nigéria         | 7 | 3 | 2 | 1 | 0 | 9  | 4  | +5 |
| Senegal         | 4 | 3 | 1 | 1 | 1 | 7  | 8  | -1 |
| Costa do Marfim | 3 | 3 | 0 | 3 | 0 | 5  | 5  | 0  |
| Congo           | 1 | 3 | 0 | 1 | 2 | 5  | 9  | -4 |

Primeira rodada
| 8 de março | Senegal  | 1–3       | Nigéria                       | Estádio Léopold Sédar Senghor, Dakar |
| 16:30      | Sarr 27' | Relatório | Awoniyi 11' 12' · Ifenayi 44' | Árbitro: MAR Rédouane Jiyed          |

| 8 de março | Congo        | 1–1       | Costa do Marfim | Estádio Léopold Sédar Senghor, Dakar |
| 19:30      | Ganvoula 10' | Relatório | Yakou 73'       | Árbitro: KEN Davies Ogenche Omweno   |

Segunda rodada
| 11 de março | Nigéria                                               | 4–1       | Congo        | Estádio Léopold Sédar Senghor, Dakar |
| 16:30       | Ifeanyi 5' · Musa 36' (pen.) 54' (pen.) · Awoniyi 87' | Relatório | Ganvoula 62' | Árbitro: MLI Mahamadou Keita         |

| 11 de março | Costa do Marfim            | 2–2       | Senegal       | Estádio Léopold Sédar Senghor, Dakar |
| 19:30       | Angban 10' · D'Avila 90+3' | Relatório | Wadji 51' 55' | Árbitro: BWA Joshua Bondo            |

Terceira rodada
| 14 de março | Senegal                                | 4–3       | Congo                                    | Estádio Léopold Sédar Senghor, Dakar |
| 17:00       | Niang 16' · Wadji 38' · Sarr 86' 90+3' | Relatório | Nkounkou 22' · Ganvoula 56' · Bakaki 66' | Árbitro: BDI Thierry Nkurunziza      |

| 14 de março | Nigéria                | 2–2       | Costa do Marfim | Estádio Caroline Faye, M'Buor           |
| 17:00       | Pyagbara 4' · Musa 68' | Relatório | Niangbo 1' 32'  | Árbitro: SDN Mutaz Abdelbasit Khairalla |

#### Grupo H
| Seleção       | P | J | V | E | D | GP | GC | SG |
| ------------- | - | - | - | - | - | -- | -- | -- |
| Mali          | 9 | 3 | 3 | 0 | 0 | 4  | 1  | +3 |
| Gana          | 6 | 3 | 2 | 0 | 1 | 4  | 2  | +2 |
| África do Sul | 3 | 3 | 1 | 0 | 2 | 7  | 5  | +2 |
| Zâmbia        | 0 | 3 | 0 | 0 | 3 | 2  | 9  | -7 |

Primeira rodada
| 9 de março | Gana                   | 2–0       | África do Sul | Estádio Caroline Faye, M'Buor    |
| 16:30      | Kassim 8' · Tetteh 45' | Relatório |               | Árbitro: EGY Ibrahim Nour El Din |

| 9 de março | Mali       | 1–0       | Zâmbia | Estádio Caroline Faye, M'Buor   |
| 19:30      | Diallo 68' | Relatório |        | Árbitro: SOM Hagi Yabarow Wiish |

Segunda rodada
| 12 de março | África do Sul | 1–2       | Mali           | Estádio Caroline Faye, M'Buor   |
| 16:30       | Modjeka 72'   | Relatório | Traoré 78' 87' | Árbitro: LBY Mohamed Ragab Omar |

| 12 de março | Zâmbia  | 1–2       | Gana                     | Estádio Caroline Faye, M'Buor |
| 19:30       | Daka 3' | Relatório | Attobrah 26' · Afful 86' | Árbitro: SEN Daouda Gueye     |

Terceira rodada
| 15 de março | Gana | 0–1       | Mali       | Estádio Caroline Faye, M' Buor       |
| 17:00       |      | Relatório | Diarra 18' | Árbitro: CMR Aurélien Juenkou Wandji |

| 15 de março | África do Sul                                   | 6–1       | Zâmbia     | Estádio Léopold Sédar Senghor, Dakar |
| 17:00       | Zuma 22' 72' · Sandows 58' 73' 87' · Zulu 90+3' | Relatório | Seriba 30' | Árbitro: BFA Juste Ephrem Zio        |

#### Grupo I
| Seleção         | P | J | V | E | D | GP | GC | SG |
| --------------- | - | - | - | - | - | -- | -- | -- |
| Nigéria         | 7 | 3 | 2 | 1 | 0 | 9  | 4  | +5 |
| Senegal         | 4 | 3 | 1 | 1 | 1 | 7  | 8  | -1 |
| Costa do Marfim | 3 | 3 | 0 | 3 | 0 | 5  | 5  | 0  |
| Congo           | 1 | 3 | 0 | 1 | 2 | 5  | 9  | -4 |

Primeira rodada
| 8 de março | Senegal  | 1–3       | Nigéria                       | Estádio Léopold Sédar Senghor, Dakar |
| 16:30      | Sarr 27' | Relatório | Awoniyi 11' 12' · Ifenayi 44' | Árbitro: MAR Rédouane Jiyed          |

| 8 de março | Congo        | 1–1       | Costa do Marfim | Estádio Léopold Sédar Senghor, Dakar |
| 19:30      | Ganvoula 10' | Relatório | Yakou 73'       | Árbitro: KEN Davies Ogenche Omweno   |

Segunda rodada
| 11 de março | Nigéria                                               | 4–1       | Congo        | Estádio Léopold Sédar Senghor, Dakar |
| 16:30       | Ifeanyi 5' · Musa 36' (pen.) 54' (pen.) · Awoniyi 87' | Relatório | Ganvoula 62' | Árbitro: MLI Mahamadou Keita         |

| 11 de março | Costa do Marfim            | 2–2       | Senegal       | Estádio Léopold Sédar Senghor, Dakar |
| 19:30       | Angban 10' · D'Avila 90+3' | Relatório | Wadji 51' 55' | Árbitro: BWA Joshua Bondo            |

Terceira rodada
| 14 de março | Senegal                                | 4–3       | Congo                                    | Estádio Léopold Sédar Senghor, Dakar |
| 17:00       | Niang 16' · Wadji 38' · Sarr 86' 90+3' | Relatório | Nkounkou 22' · Ganvoula 56' · Bakaki 66' | Árbitro: BDI Thierry Nkurunziza      |

| 14 de março | Nigéria                | 2–2       | Costa do Marfim | Estádio Caroline Faye, M'Buor           |
| 17:00       | Pyagbara 4' · Musa 68' | Relatório | Niangbo 1' 32'  | Árbitro: SDN Mutaz Abdelbasit Khairalla |

#### Grupo J
| Seleção       | P | J | V | E | D | GP | GC | SG |
| ------------- | - | - | - | - | - | -- | -- | -- |
| Mali          | 9 | 3 | 3 | 0 | 0 | 4  | 1  | +3 |
| Gana          | 6 | 3 | 2 | 0 | 1 | 4  | 2  | +2 |
| África do Sul | 3 | 3 | 1 | 0 | 2 | 7  | 5  | +2 |
| Zâmbia        | 0 | 3 | 0 | 0 | 3 | 2  | 9  | -7 |

Primeira rodada
| 9 de março | Gana                   | 2–0       | África do Sul | Estádio Caroline Faye, M'Buor    |
| 16:30      | Kassim 8' · Tetteh 45' | Relatório |               | Árbitro: EGY Ibrahim Nour El Din |

| 9 de março | Mali       | 1–0       | Zâmbia | Estádio Caroline Faye, M'Buor   |
| 19:30      | Diallo 68' | Relatório |        | Árbitro: SOM Hagi Yabarow Wiish |

Segunda rodada
| 12 de março | África do Sul | 1–2       | Mali           | Estádio Caroline Faye, M'Buor   |
| 16:30       | Modjeka 72'   | Relatório | Traoré 78' 87' | Árbitro: LBY Mohamed Ragab Omar |

| 12 de março | Zâmbia  | 1–2       | Gana                     | Estádio Caroline Faye, M'Buor |
| 19:30       | Daka 3' | Relatório | Attobrah 26' · Afful 86' | Árbitro: SEN Daouda Gueye     |

Terceira rodada
| 15 de março | Gana | 0–1       | Mali       | Estádio Caroline Faye, M' Buor       |
| 17:00       |      | Relatório | Diarra 18' | Árbitro: CMR Aurélien Juenkou Wandji |

| 15 de março | África do Sul                                   | 6–1       | Zâmbia     | Estádio Léopold Sédar Senghor, Dakar |
| 17:00       | Zuma 22' 72' · Sandows 58' 73' 87' · Zulu 90+3' | Relatório | Seriba 30' | Árbitro: BFA Juste Ephrem Zio        |

#### Grupo E
| Seleção         | P | J | V | E | D | GP | GC | SG |
| --------------- | - | - | - | - | - | -- | -- | -- |
| Nigéria         | 7 | 3 | 2 | 1 | 0 | 9  | 4  | +5 |
| Senegal         | 4 | 3 | 1 | 1 | 1 | 7  | 8  | -1 |
| Costa do Marfim | 3 | 3 | 0 | 3 | 0 | 5  | 5  | 0  |
| Congo           | 1 | 3 | 0 | 1 | 2 | 5  | 9  | -4 |

Primeira rodada
| 8 de março | Senegal  | 1–3       | Nigéria                       | Estádio Léopold Sédar Senghor, Dakar |
| 16:30      | Sarr 27' | Relatório | Awoniyi 11' 12' · Ifenayi 44' | Árbitro: MAR Rédouane Jiyed          |

| 8 de março | Congo        | 1–1       | Costa do Marfim | Estádio Léopold Sédar Senghor, Dakar |
| 19:30      | Ganvoula 10' | Relatório | Yakou 73'       | Árbitro: KEN Davies Ogenche Omweno   |

Segunda rodada
| 11 de março | Nigéria                                               | 4–1       | Congo        | Estádio Léopold Sédar Senghor, Dakar |
| 16:30       | Ifeanyi 5' · Musa 36' (pen.) 54' (pen.) · Awoniyi 87' | Relatório | Ganvoula 62' | Árbitro: MLI Mahamadou Keita         |

| 11 de março | Costa do Marfim            | 2–2       | Senegal       | Estádio Léopold Sédar Senghor, Dakar |
| 19:30       | Angban 10' · D'Avila 90+3' | Relatório | Wadji 51' 55' | Árbitro: BWA Joshua Bondo            |

Terceira rodada
| 14 de março | Senegal                                | 4–3       | Congo                                    | Estádio Léopold Sédar Senghor, Dakar |
| 17:00       | Niang 16' · Wadji 38' · Sarr 86' 90+3' | Relatório | Nkounkou 22' · Ganvoula 56' · Bakaki 66' | Árbitro: BDI Thierry Nkurunziza      |

| 14 de março | Nigéria                | 2–2       | Costa do Marfim | Estádio Caroline Faye, M'Buor           |
| 17:00       | Pyagbara 4' · Musa 68' | Relatório | Niangbo 1' 32'  | Árbitro: SDN Mutaz Abdelbasit Khairalla |

#### Grupo F
| Seleção       | P | J | V | E | D | GP | GC | SG |
| ------------- | - | - | - | - | - | -- | -- | -- |
| Mali          | 9 | 3 | 3 | 0 | 0 | 4  | 1  | +3 |
| Gana          | 6 | 3 | 2 | 0 | 1 | 4  | 2  | +2 |
| África do Sul | 3 | 3 | 1 | 0 | 2 | 7  | 5  | +2 |
| Zâmbia        | 0 | 3 | 0 | 0 | 3 | 2  | 9  | -7 |

Primeira rodada
| 9 de março | Gana                   | 2–0       | África do Sul | Estádio Caroline Faye, M'Buor    |
| 16:30      | Kassim 8' · Tetteh 45' | Relatório |               | Árbitro: EGY Ibrahim Nour El Din |

| 9 de março | Mali       | 1–0       | Zâmbia | Estádio Caroline Faye, M'Buor   |
| 19:30      | Diallo 68' | Relatório |        | Árbitro: SOM Hagi Yabarow Wiish |

Segunda rodada
| 12 de março | África do Sul | 1–2       | Mali           | Estádio Caroline Faye, M'Buor   |
| 16:30       | Modjeka 72'   | Relatório | Traoré 78' 87' | Árbitro: LBY Mohamed Ragab Omar |

| 12 de março | Zâmbia  | 1–2       | Gana                     | Estádio Caroline Faye, M'Buor |
| 19:30       | Daka 3' | Relatório | Attobrah 26' · Afful 86' | Árbitro: SEN Daouda Gueye     |

Terceira rodada
| 15 de março | Gana | 0–1       | Mali       | Estádio Caroline Faye, M' Buor       |
| 17:00       |      | Relatório | Diarra 18' | Árbitro: CMR Aurélien Juenkou Wandji |

| 15 de março | África do Sul                                   | 6–1       | Zâmbia     | Estádio Léopold Sédar Senghor, Dakar |
| 17:00       | Zuma 22' 72' · Sandows 58' 73' 87' · Zulu 90+3' | Relatório | Seriba 30' | Árbitro: BFA Juste Ephrem Zio        |